# Station Five Ways
Five Ways is een spoorwegstation van National Rail in Five Ways, Birmingham in Engeland. Het station is eigendom van Network Rail en wordt beheerd door West Midland Trains.